# Hans Brackebusch
Hans Brackebusch (* 30. März 1808 in Klein Mahner; † 4. Dezember 1880 in Beckum bei Groß-Solschen) war ein deutscher Theologe und Politiker.

## Leben
Brackebusch wurde als Sohn eines Pastors geboren und besuchte das Gymnasium Andreanum in Hildesheim, bevor er nach seinem Abitur 1928 Theologie an den Universitäten in Bonn, Göttingen und Berlin studierte. Während seines Studiums wurde er 1828 Mitglied der Alten Bonner Burschenschaft und 1829 war er an der Wiedergründung der Alten Göttinger Burschenschaft beteiligt. 1836 bestand er die zweite theologische Prüfung. Seine Ordination fand 1837 in Beckum statt. Er verfasste zahlreiche theologische, philosophische, geschichtliche und dichterische Arbeiten. 1850 gehörte er dem Erfurter Unionsparlament an.